# دراسة بوسيلتون الصحية
دراسة بوسيلتون الصحية هي دراسة بعيدة اجريت على سكان مدينة بوسيلتون غرب أستراليا، حيث شارك أكثر من 20000 من سكان المدينة في الاستطلاعات المتعلقة بموضوعات صحية وهي: أمراض القلب، الأوعية الدموية، وظيفة الرئة، السكري، السرطان. وكانت النتائج نشر 400 منشور.
بدا البرنامج المحلي للطبيب العام كيفن كولين الذي يديره معهد بوسيلتون للابحاث الطبية ومدرسة السكان والصحة العالمية لجامعة غرب استرالياالذي تأسس عام 2000 باسم مؤسسه بوسيلتون، حيث استخدمت هذه المعلومات عام 1996 في ظهور بعض الروابط الجينية الأولى للربو،  إلى جانب ورقة 1999 في مجلة نيو إنجلاند الطبية وهي أول من وصفت الجين الذي يُسبب HFE على السكان الذين لديهم أعراض ضمن المعدل الطبيعي.

## المشاريع
تضمن مسح بوسلتون الصحي المشاريع التالية:
- 1966، 1969، 1972، 1975، 1978،1981: مسوحات شاملة مستعرضة لجميع البالغين في القوائم الانتخابية حيث بلغ عددهم (3400-4000 مشارك).[8]
- 1967، 1970، 1973، 1977، 1983 : مسوحات شاملة مستعرضة لطلاب المدارس (المدرسة الثانوية فقط في عام 1977، حيث كان هناك 556 مشاركًا؛ حوالي 1600 في جميع السنوات الأخرى).[8]
- 1987: مسوحات شاملة مستعرضة لجميع الأشخاص الذين تزيد أعمارهم عن 65 عامًا (1120 مشاركًا).[8]
- 1990: استبيان التنفس المقطعي لجميع البالغين على القوائم الانتخابية (3800 مشارك).[8]
- 1992: مسح الربو الأسري (250 عائلة مع والدين وطفلين).[8]
- 1994-1995: متابعة جميع المشاركين في الاستقصاءات المقطعية من 1966 إلى 1983 (5715 مشاركًا).[8]
- 2005 - 2008: مسح الانتشار المتغير لمرض الربو ومرض الانسداد الرئوي المزمن (أكثر من 2900 بالغ و 1500 طفل).[8]
- 2007 إلى الوقت الحاضر: انتشار التنفس المضطرب للنوم.[8]
- 2007-2008: دراسة العبء الدولي لأمراض الرئة الانسدادي شارك (أكثر من 600 مشارك تزيد أعمارهم عن 40 عامًا).[8][9]
- 2008-2010: دراسة حول مرض السكري من بوسلتون، بناءً على دراسة مرض السكري فريمانتل (200 شخص مصاب بداء السكري و 200 من الضوابط المتطابقة).[8]
- 2010-2021: دراسة بوسلتون للشيخوخة الصحية (أكثر من 5100 شخص ولدوا بين عامي 1946 و 1964).[10]
- 2019-2023: دراسة بوسلتون التنفسية (تهدف إلى تجنيد أكثر من 3000 شخص بالغ).[10]